# Phanerotoma marshalli
Phanerotoma marshalli är en stekelart som först beskrevs av François du Buysson 1897.  Phanerotoma marshalli ingår i släktet Phanerotoma och familjen bracksteklar. Inga underarter finns listade i Catalogue of Life.